# Fabián Basualdo
Fabián Basualdo (né le 26 février 1964 à Rosario, Santa Fe) est un footballeur international argentin évoluant au poste de défenseurs. Il a connu de nombreux clubs argentins durant sa carrière.

## Biographie
Basualdo commence sa carrière avec les Newell's Old Boys en 1982 avec lesquels il a disputé 300 matchs et reste à ce jour le 5e joueur le plus capé du club. Il a notamment aidé le club à remporter le championnat argentin de 1987-1988.
Après la victoire du championnat 1987-1988 il s'engage au River Plate avec qui il gagne trois autres championnats.
En 1991, Basualdo contribue à la victoire argentine de la Copa América.
En 1993 Basualdo rejoint les Newell's jusqu'en 1996. Il descend ensuite de division où il joue avec le Godoy Cruz, l'Almirante Brown et le Club Atlético Platense où il termine sa carrière en 2000.